# Hummel & Edenhofer
Die Hummel & Edenhofer Handels-GmbH & Co. KG war ein deutsches Einzelhandels-Unternehmen mit beinahe 80 Filialen in ganz Bayern. Unternehmenssitz war das Hummelhaus in der Marktgemeinde Massing in Niederbayern, das heute das Berta-Hummel-Museum beheimatet, benannt nach der Künstlerin und Malerin Berta Hummel. Die Märkte wurden unter dem Namen h+e-markt geführt. Hauptsortiment waren Kleinpreismode, Non-Food- und Haushaltwaren. 2004 wurde das Unternehmen an den Mitbewerber NKD Deutschland GmbH verkauft. Ein Jahr später waren alle h+e-märkte verschwunden und in das NKD-Netz integriert. 2005 erfolgte die Löschung aus dem Handelsregister.

## Geschichte

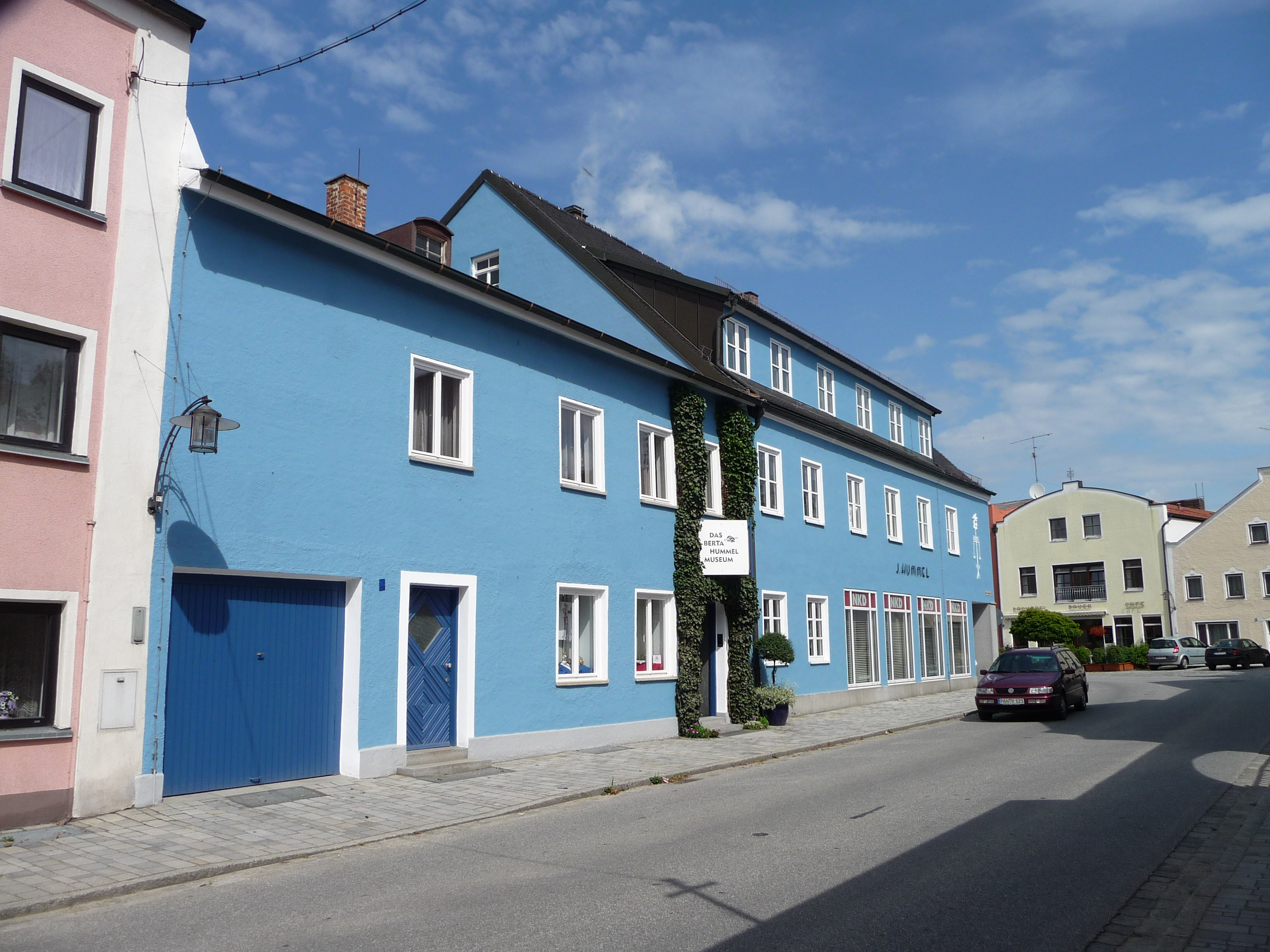
Das Hummelhaus 2009, Sitz des Unternehmens bis 2004

Die Geschichte des Unternehmens geht ins Jahr 1875 zurück. Der aus dem württembergischen Eningen stammende Jakob Hummel ließ sich 1875 in Massing nieder und eröffnete am Marktplatz einen Kolonialwaren-Einzelhandel. Um 1930 übernahm sein Sohn Adolf Hummel den Laden. Adolf Hummel war Vater von sieben Kindern, unter anderem von Berta Hummel, die später für ihre Zeichnungen und Porzellanfiguren berühmt werden sollte. 1959 wurde Adolf Hummel zum 1. Bürgermeister der Marktgemeinde gewählt.
Um 1970 übernahm dessen Sohn Alfred den Laden, der bereits kaum noch Lebensmittel im Angebot hatte. Wenige Jahre später holte sich Alfred Hummel mit dem Gangkofener Kaufmann Otmar Edenhofer einen weiteren Partner ins Boot, sie gründeten gemeinsam die h+e-markt Hummel & Edenhofer Handels-GmbH. Sie wollten aus dem kleinen Laden ein Filialunternehmen entstehen lassen. Die ersten Filialen wurden eröffnet, unter anderem in Mühldorf am Inn, Eggenfelden und Neuötting. Nur wenige Jahre später wurden bereits über 30 Filialen in ganz Südostbayern eröffnet. Man konzentrierte sich mehr und mehr auf Kleinpreismode und Non-Food-Artikel. 1995 wurde in Osterhofen die 78. Filiale eröffnet, und noch im selben Jahr sollten weitere Standorte folgen. Die h+e-Märkte waren nun nicht mehr nur in Südostbayern vertreten. Filialen wurden unter anderem in Regensburg, Burglengenfeld und Passau eröffnet. In den darauf folgenden Jahren wurden allerdings umsatzschwache Filialen wieder geschlossen.

### Verkauf
Die Eigentümer entschlossen sich 2004, ihr Unternehmen zum 1. Oktober 2004 an den Mitbewerber NKD zu verkaufen. Der Grund für ihre Entscheidung war, dass beide keine Nachkommen haben. Nur sechs Monate später, also im Frühjahr 2005, wurden fast alle der restlichen 65 Filialen in das NKD-Netz integriert und auf das neue Sortiment umgestellt. Noch im selben Jahr schied Otmar Edenhofer aus dem Unternehmen aus. Alfred Hummel beantragte 2005 die Löschung aus dem Handelsregister.